# فرودگاه وندر
فرودگاه وندر  (به انگلیسی: Wonder Airport)  یک فرودگاه خصوصی   است که یک باند فرود چمن-خاک دارد و طول باند آن ۳۳۵ متر است. این فرودگاه در  کشور ایالات متحده آمریکا قرار دارد و در ارتفاع ۳۸۱ متری از سطح دریا واقع شده است.